# Nguyên lý đánh đổi
Nguyên lý đánh đổi (Handicap principle) hay nguyên lý chấp điểm hay nguyên lý phô trương hay nói một cách hình tượng là nguyên lý đuôi công là một giả thuyết ban đầu được đề xuất vào năm 1975 bởi nhà sinh vật học người Israel là Amotz Zahavi để giải thích sự tiến hóa có thể dẫn đến việc hình thành những cơ chế tín hiệu về sự lợi thế (nguyên lý lợi thế) nhưng phải đánh đổi và hao tốn hoặc trả giá cho một thứ không thể có được bởi một cá thể có ít đặc điểm cụ thể như sự bất lợi hoặc khiếm khuyết khác (handicap). Ví dụ, trong trường hợp chọn lọc giới tính, lý thuyết này cho thấy rằng động vật có tiềm lực về sinh học lớn hơn sẽ báo hiệu tình trạng này thông qua hành vi khiếm khuyết/tật nguyền hoặc hình thái làm giảm hiệu quả chất lượng.
Quan điểm thông thường cho rằng trong quá trình chọn lọc, động vật giữ lại những đặc tính giúp chúng sinh tồn. Nhưng thực tế, tồn tại cả những đặc tính chẳng có mấy liên quan đến sự chiến đấu sinh tồn, thậm chí có lúc còn tạo ra sự bất lợi nhưng những đặc điểm tưởng như khiếm khuyết ấy lại có tác dụng trong việc thu hút bạn tình và sinh sản. Chẳng hạn công trống có cái đuôi vướng víu hay hươu đực có gạc nặng nề, chim công trống thì có đuôi khổng lồ và đầy màu sắc hay nai đực thì có gạc lớn và đầy thách thức hay dáng đi khệnh khạng của những con kỳ đà, bên cạnh khả năng chiến đấu và sinh tồn, trong giới động vật còn tồn tại một ý tưởng rằng đầu tư nguồn lực vào vẻ bề ngoài cũng tuy sống sót vậy. Điều này thể hiện qua chỉ số kèo Handicap (HDC) trong chơi golf chỉ về điểm số trung bình hay thước đo trình độ/khả năng hiện tại của toàn bộ một vòng golf, con số này càng thấp đồng nghĩa với việc tay gôn có trình độ càng cao, điểm chấp này giúp mọi đối tượng có thể chơi với nhau.

## Đại cương
Ý tưởng trung tâm là các đặc điểm được lựa chọn tình dục có chức năng như việc tiêu dùng phô trương, báo hiệu đủ khả năng. Người nhận biết rằng tín hiệu sẽ đánh giá là đối tượng chất lượng vì các tín hiệu kém chất lượng không thể đủ khả năng để tạo ra các tín hiệu ngông cuồng như vậy, đó là hình thái thích nghi tiến hóa từ những gì quan sát thấy ở động vật. Tính tổng quát của hiện tượng này là vấn đề của một số tranh luận và bất đồng, và quan điểm của Zahavi về phạm vi và tầm quan trọng của khiếm khuyết trong sinh học đã không được chấp nhận bởi dòng chính. Tuy nhiên, ý tưởng này đã có ảnh hưởng rất lớn, với hầu hết các nhà nghiên cứu trong lĩnh vực tin rằng lý thuyết này giải thích một số khía cạnh của giao tiếp động vật.
Những con công trống luôn có những cái đuôi sặc sỡ sắc màu và vô cùng vướng víu. Lẽ ra, các loài động vật thường có xu hướng lựa chọn các cá thể có những đặc tính giúp tồn tại lâu. Đằng này, ngược lại, công trống nào có cái đuôi càng to (nghĩa là càng khó chạy trốn khi bị tấn công ở không gian hẹp) thì càng có cơ hội để được con mái chú ý. Nói cách khác, các con công trống có đuôi to "chấp" (chấp điểm/chấp kèo, chấp nửa đường) những con công trống khác và kể cả các kẻ săn mồi về một cái đuôi to xòe không có nhiều chức năng sinh học và bất lợi về mặt chuyện động học vì vướng víu. Cái đuôi giúp nó ra hiệu rằng nó có đuôi to, vướng víu sẽ ra dấu hiệu rằng nó là con công khỏe mạnh.
Hiện tượng này cũng xảy ra ở kinh doanh, trong khi cạnh tranh lành mạnh và sòng phẵng thì rất khó để xây dựng thương hiệu tốt hơn chỉ bằng cách đổ thêm tiền đầu tư, các thương hiệu bắt đầu đổ thêm tiền làm các chương trình hoành tráng để ra dấu hiệu chấp điểm. Tương tự là các thương hiệu xa xỉ bán sản phẩm với giá cực đắt, thực chất để giúp khách hàng của họ ra tín hiệu về sự đẳng cấp và giàu sang từ đó tất cả lao vào vòng xoáy mua sắm, chi phí, người chi tiền muốn chi tiền nhiều hơn để phát đi tín hiệu về sự giàu có của họ. Nguyên lý này cũng góp phần giải thích về sở thích, niềm đam mê của nhiều nam giới với những chiếc xe thể thao, đồng hồ đắt tiền và các mặt hàng xa xỉ khác, ở một góc nhìn khác về tâm lý học hành vi người tiêu dùng là dùng của cải vật chất hào nhoáng để quảng bá địa vị xã hội. Nhiều người khi làm ăn thì phải sắm xe hơi, ăn mặc hàng hiệu để đối tác không coi thường, đánh giá thấp và mất cơ hội làm ăn.